# Hadrodiplognatha
Hadrodiplognatha är ett släkte av skalbaggar. Hadrodiplognatha ingår i familjen Cetoniidae.
Kladogram enligt Catalogue of Life:
| Hadrodiplognatha | \| \| Hadrodiplognatha guirali \| \| \| \| \| \| Hadrodiplognatha herculeana \| \| \| \| |
|                  | \| \| Hadrodiplognatha guirali \| \| \| \| \| \| Hadrodiplognatha herculeana \| \| \| \| |
|                  | Hadrodiplognatha guirali                                                                 |
|                  |                                                                                          |
|                  | Hadrodiplognatha herculeana                                                              |
|                  |                                                                                          |